# 朱仙镇清真寺
朱仙镇清真寺位于河南省开封市祥符区朱仙镇东南隅老虎洞街，始建于明朝，清乾隆三年（1738年）重修，坐西向东。2006年5月被列入第六批全国重点文物保护单位。

## 建筑
朱仙镇清真寺现存山门、厢房及大拜殿等建筑。山门面阔三间，进深二间，单檐歇山顶，覆绿色琉璃瓦，正脊中间有宝瓶形脊刹。门外有八字墙与山门相连，山门前后檐由八根石柱支撑，柱上刻有山水花鸟图案，正中两柱东西两面均刻有对联。山门檐下布满木雕，刻有二龙戏珠、凤穿牡丹、狮子滚绣球、鲤鱼跃龙门等图像。平板枋、大额枋为高浮雕，小额枋、拱眼壁为透雕。大拜殿由前后两座建筑组成，为勾连搭式。前殿为硬山顶卷棚，后殿为硬山顶殿房，均面阔五间，进深三间，顶覆绿色琉璃瓦，后殿正脊饰有宝瓶形脊刹。大拜殿与山门之间有南北厢房数间，均为硬山顶。院内有碑楼两座，内置清碑二通，一为乾隆三十二年（1767年）所刻的清真古行正教条例，另一为嘉庆十年（1805年）所刻阿拉伯文碑。两块碑的下半部已埋入地下，碑楼完好。